# Диккенс, Кэтрин

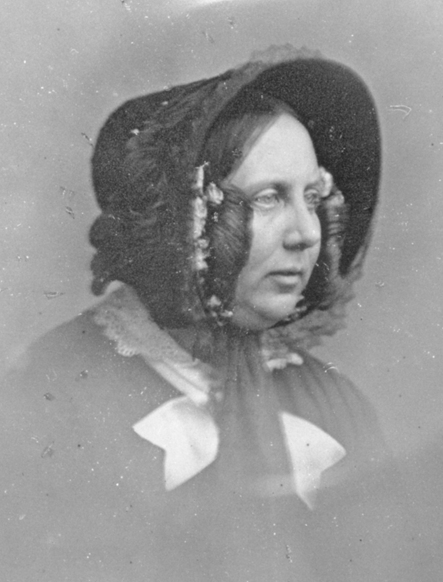
Дагерротип, сделанный в 1852 году

Кэтрин Томсон «Кейт» Диккенс (урожденная Хогарт; 19 мая 1815, Эдинбург — 22 ноября 1879, Лондон) — супруга английского писателя Чарльза Диккенса и мать десяти его детей.

## Биография
Кэтрин Диккенс родилась в Эдинбурге в Шотландии в 1815 году, и переехала в Англию со своей семьей в 1824 году. Она была старшей из 10 детей в семье Джорджа Хогарта (1783-1870) и Джорджины Хогарт (урожденная Томпсон 1793-1863). Её отец, Джордж Хогарт, был журналистом газеты «The Edinburgh Courant», впоследствии стал писателем и музыкальным критиком в газете «The Morning Chronicle», где Чарльз Диккенс работал журналистом, а позднее редактором газеты «The Evening Chronicle». В 1835 году Кэтрин и Чарльз Диккенсы были помолвлены, а 2 апреля 1836 года обвенчались в церкви Святого Луки города Челси. Свой медовый месяц они провели в городе Чок, недалеко от Чатем в графстве Кент. Вскоре после этого они обзавелись домом по адресу 48, Даути-стрит, в лондонском районе Блумсбери, традиционно считавшийся центром интеллектуальной жизни Лондона. Кэтрин родила ему 10 детей: 7 сыновей и 3 дочери.
— Чарльз Каллифорд Боз Диккенс-младший (6 января 1837 — 20 июля 1896);
— Мэри (6 Марта 1838 — 23 Июля 1896);
— Кэтрин Элизабет Макриди (29 октября 1839 — 9 мая 1929);
— Уолтер Саведж Ландор (8 февраля 1841 — 31 декабря 1863);
— Фрэнсис Джеффри (15 Января 1844 — 11 Июня 1886); 
— Альфред Д'Орсей Теннисон (28 октября 1845 — 2 января 1912);
— Сидни Смит Галдиманд (18 апреля 1847 — 2 мая 1872);
— Генри Филдинг (16 января 1849 - 21 декабря 1933);
— Дора Энни (16 августа 1850 — 14 апреля 1851);
— Эдвард Бульвер-Литтон (13 Марта 1852 – 23 Января 1902).
Недолго после новоселья в доме по адресу 48, Даути-стрит, к семье Диккенсов переселилась младшая сестра Кэтрин - Мэри Хогарт, чтобы помогать молодоженам. Такая практика была обычной для английского общества. Мэри Хогарт послужила прообразом для нескольких персонажей романов Чарльза Диккенса. В 1837 году Мэри Хогарт скончалась в возрасте 17-ти лет после непродолжительной болезни. Другая младшая сестра Кэтрин, Джорджина Хогарт, присоединилась к семье Диккенса в 1842 году. Когда Диккенс и Кэтрин отплыли в Америку, Джорджину оставили одну в их семейном доме. В 1845 году Чарльз Диккенс продюсировал любительский спектакль «Every Man in his Humour» для английского эссеиста и журналиста Ли Ханта. Во время одной из постановок этого спектакля Кэтрин Диккенс, игравшая второстепенную роль, провалилась через люк и повредила лодыжку. В 1851 году Кэтрин опубликовала кулинарную книгу «What Shall we Have for Dinner?», в которой было много меню для трапез различной сложности, а также несколько рецептов. Книга претерпела несколько изданий до 1860 года. В 1851 Кэтрин перенесла нервный коллапс после смерти ее дочери Доры Диккенс в возрасте 8 месяцев. В последующие годы её супруг Чарльз Диккенс обвинял Кэтрин, что она стала некомпетентной матерью и домашней хозяйкой, и обвинил её в рождении своих 10 детей, что привело его к финансовым проблемам. Их развод в мае 1858 года, после того, как Кэтрин случайно получила браслет, предназначенный для Эллен Тернан, получил широкую огласку. Браслет предположительно был доставлен в дом Диккенса за несколько месяцев до начала развода, и стал поводом для обвинения в адрес писателя, которые он упорно отрицал. В обществе пошли слухи о многочисленных похождениях Диккенса. В июне 1858 года Чарльз и Кэтрин Диккенс окончательно развелись. Точная причина развода неизвестна, хотя с тех пор ходили слухи о романе между Диккенсом и Эллен Тернан и/или младшей сестрой Кэтрин, Джорджиной Хогарт, которая жила в их доме. Друг Чальза, Уильям Мейкпис Теккерей, утверждал, что причиной развода супругов Диккенсов была любовная связь Чарльза с Эллен Тернан, а не с Джорджиной Хогарт, как было ему сказано. Это утверждение настолько разъярило Чарльза, что почти положило конец его дружбе с Уильямом Теккереем. Джорджина, Чарльз и все дети Кэтрин, кроме Чарльза Диккенса-младшего, остались в их доме на Тависток-сквер, а Кэтрин и Чарльз-младший выехали. Джорджина Хогарт управляла домом Диккенса. 12 июня 1858 года Чарльза Диккенс опубликовал статью в журнале «Домашнее чтение», опровергающую слухи о разводе, ничего не выражая ясно и не разъясняя ситуацию:
«Некоторые мои давние домашние неприятности, о которых я не буду ничего говорить, кроме того, что ситуация требует уважения, поскольку она глубоко частного характера, недавно была приведена к урегулированию без гнева или недоброжелательности любого рода, и все начало, ход и обстоятельства, которые были во всех отношениях с моими детьми. Ситуация дружески улажена, и её детали теперь должны быть забыты теми, кто ими озабочен... Какими-то средствами, проистекающими из злобности, или из-за безумия, или из немыслимо шального шанса, или из всех трех, эта неприятность была, по большей части, из-за лжи, чудовищной и жестоко вовлекающей не только меня, но и невинных людей, дорогих моему сердцу... Я торжественно заявляю, к тому же - и это я делаю ради себя самого и ради моей жены, - что все последние слухи касающиеся неприятностей в которых я промелькнул - отвратительно ложны. И всякий, кто повторит одно из них после этого отрицания, будет лгать так же умышленно и нечестно, насколько возможно для лжесвидетельства, чтобы лгать перед небом и землей.»
Помимо журнала «Домашнее чтение» это заявление было отправлено в другие газеты, в том числе и в «Таймс». В свою очередь многие другие газеты перепечатали его. Он рассорился с издателями Брэдбери и Эвансом, потому что они отказались публиковать его заявление в «Панч» посчитав его непригодным для юмористического издания. Еще одно публичное заявление появилось в Нью-Йорк трибьюн, которое позднее попало в некоторые другие британские газеты. В этом заявлении Диккенс заявил, что Джорджина Хогарт была единственным человеком, которая некоторое время держала семью вместе:
«...Я просто отмечу [мою жену], что какая-то особенность ее характера бросила всех детей на кого-то другого. Я не знаю - я не могу вообразить себе каким-либо образом - что бы стало с ними [детьми], без этой тети, которая выросла с ними, кому они преданы, и которая пожертвовала большую часть своей молодости и жизни им. Она убеждалась, рассуждала, терпела и много раз трудилась, чтобы предотвратить разлуку между мной и миссис Диккенс. Миссис Диккенс часто выражала ей чувство ласковой заботы и преданности в своем доме - не сильнее, чем за последние двенадцать месяцев.»
После своего развода Чарльз и Кэтрин редко переписывались. Кэтрин оставалась привязанной и преданной своему мужу и его памяти до самой смерти от рака. На смертном одре в 1879 году Кэтрин передала сборник писем своей дочери Кейт, которые она получила от Диккенса, и сказала ей: «Отдай это Британскому музею - чтобы мир мог знать, что он любил меня однажды». Кэтрин Диккенс была похоронена на кладбище Хайгейт в Лондоне вместе со своей дочерью Дорой, которая умерла в 1851 году в возрасте 8 месяцев.

## Образ в кино и на ТВ
- Кэтрин Диккенс была темой шестидесятиминутного документального фильма «Рождество семьи миссис Диккенс», который был показан «BBC Two» 30 декабря 2011 года. В роли миссис Диккенс выступила Сью Перкинс.
- В фильме 2013 года «Невидимая женщина» роль Диккенс сыграла Джоанна Скэнлэн.
- В фильме 2017 года «Человек, который изобрёл Рождество» роль Кэтрин исполнила Морвед Кларк.